# Markus Fothen
Markus Fothen (Neuss, 9 settembre 1981) è un ex ciclista su strada tedesco. Tra gli Under-23 nel 2003 fu campione del mondo e campione europeo a cronometro; fu poi professionista dal 2004 al 2013 vincendo una tappa al Giro di Romandia 2007 e una al Giro di Svizzera 2008

## Carriera
Nel 2002 incomincia a conquistare i primi risultati di rilievo nel panorama dilettantistico nazionale con la vittoria della classifica generale del Ronde de l'Isard d'Ariège riservata agli Under 23; nello stesso anno vince inoltre il titolo nazionale tedesco Under-23 a cronometro. Nel 2003 è di nuovo campione nazionale Under-23 a cronometro, nonché campione europeo di specialità; il 7 ottobre al mondiale di Hamilton vince anche la cronometro Under-23 iridata, completando i 30,8 km di corsa in 38'35"29.
Passa professionista nel 2004 con il team Gerolsteiner, dove rimane per quattro stagioni. Nel 2005 debutta in un grande giro, disputando il Giro d'Italia e concludendo tre tappe tra i primi dieci; in classifica generale è dodicesimo a 14'42" dal vincitore Paolo Savoldelli. Nel 2006 esordisce al Tour de France: qui mantiene la maglia bianca di miglior giovane per ben tredici tappe, prima di perderla a vantaggio di Damiano Cunego nel corso della diciassettesima tappa. Conclude quella Grande Boucle in quattordicesima posizione, a poco meno di 20 minuti dal vincitore Óscar Pereiro. A settembre partecipa anche alla Vuelta a España ma si ritira all'undicesima tappa.
Nel 2007 ottiene la vittoria della prima tappa del Giro di Romandia. Al successivo Tour de France conquista soltanto un trentaquattresimo posto finale, pur classificandosi secondo dietro a Daniele Bennati nella diciassettesima tappa, mentre alla Vuelta a España di quell'anno non ottiene risultati particolari. Nel 2008 fa sua la quinta tappa del Giro di Svizzera; come l'anno precedente non lascia però il segno al Tour de France, chiudendo al trentatreesimo posto. Ad agosto consegue una vittoria di tappa e il secondo posto finale al Regio-Tour.
Nel 2009 passa al Team Milram, vestendone la maglia fino alla chiusura della squadra, avvenuta a fine 2010. Dal 2011 al 2013 è attivo con la Continental tedesca Team NSP. Si ritira dall'attività durante l'estate del 2013.

## Palmarès
- 2002

2ª tappa Ronde de l'Isard d'Ariège (Lézat-sur-Lèze > Goulier)
Classifica generale Ronde de l'Isard d'Ariège
Campionati tedeschi, Prova a cronometro Under-23
- 2003

Campionati tedeschi, Prova a cronometro Under-23
Campionati europei, Prova a cronometro Under-23
Campionati del mondo, Prova a cronometro Under-23
- 2004

Grand-Prix Schwarzwald
- 2006

LuK Challenge (cronocoppie, con Sebastian Lang)
- 2007

1ª tappa Giro di Romandia (Friburgo > La Chaux-de-Fonds)
- 2008

5ª tappa Giro di Svizzera (Domat/Ems > Caslano)
5ª tappa Regio-Tour (Teningen > Vogtsburg im Kaiserstuhl)

### Altri successi
- 2003

Classifica scalatori Giro della Turingia
- 2005

Eindhoven Team Time Trial (cronosquadre)

## Piazzamenti

### Grandi Giri
- Giro d'Italia

2005: 12º
2009: 110º
2010: 102º
- Tour de France

2006: 14º
2007: 34º
2008: 33º
2009: 125º
- Vuelta a España

2006: ritirato
2007: 105º

### Classiche monumento
- Milano-Sanremo

2010: 51º
- Liegi-Bastogne-Liegi

2005: ritirato
2007: ritirato
2008: ritirato
- Giro di Lombardia

2010: ritirato

### Competizioni mondiali
- Campionati del mondo

Lisbona 2001 - Cronometro Under-23: 7º
Zolder 2002 - Cronometro Under-23: 5º
Hamilton 2003 - Cronometro Under-23: vincitore
Hamilton 2003 - In linea Under-23: 7º
Verona 2004 - In linea Elite: ritirato
Madrid 2005 - In linea Elite: 115º
Varese 2008 - In linea Elite: ritirato